# Colonia Rubén R. Jaramillo
Colonia Rubén R. Jaramillo är en ort i Mexiko.   Den ligger i kommunen José Azueta och delstaten Veracruz, i den sydöstra delen av landet, 400 km öster om huvudstaden Mexico City. Colonia Rubén R. Jaramillo ligger 37 meter över havet och antalet invånare är 249.
Terrängen runt Colonia Rubén R. Jaramillo är platt. Runt Colonia Rubén R. Jaramillo är det ganska glesbefolkat, med 32 invånare per kvadratkilometer. Närmaste större samhälle är Loma Bonita, 18,2 km väster om Colonia Rubén R. Jaramillo. Trakten runt Colonia Rubén R. Jaramillo består till största delen av jordbruksmark.